# Pieria
Pieria (ou ainda: Piería, Pierias; em grego: Πιερία) é uma unidade regional da Grécia, localizada na periferia da Macedônia Central. Sua capital é a cidade de Katerini.

## Mitologia
Foi em Pieria que nasceram as nove musas, filhas de Zeus e Mnemosine, nascidas um ano depois que Zeus havia se deitado com Mnemosine por nove noites.